# 鑁阿寺
鑁阿寺（ばんなじ）は、栃木県足利市家富町にある真言宗大日派の本山。「足利氏宅跡（鑁阿寺）」（あしかがしたくあと ばんなじ）として国の史跡に指定されている。本堂は国宝に指定されている。日本100名城の一つ。

## 概要
寺号の詳名は「金剛山 仁王院 法華坊 鑁阿寺（こんごうさん におういん ほっけぼう ばんなじ）」と称する。足利氏の氏寺。本尊は大日如来。
鑁阿寺はもともとは足利氏の館（やかた）であり、現在でも、四方に門を設け、寺の境内の周りには土塁と堀がめぐっており、鎌倉時代前後の武士の館の面影が残されている。
節分行事として鎧年越があり、鎌倉時代に足利泰氏が武者500騎を集めたのが起源とされ、1915年（大正4年）に地元の繊維業者の有志によって武者行列として復活した。

## 歴史
- 12世紀半ば - 足利氏の祖・源義康が同地に居館（足利氏館）を構える。
- 1196年（建久7年） - 足利義兼（戒名：鑁阿）が理真を招聘し、自宅である居館に大日如来を奉納した持仏堂、堀内御堂を建立。
- 1234年（文暦元年） - 足利義氏が伽藍を整備、足利氏の氏寺となる。
- 南北朝時代 - 鶴岡八幡宮の支配下となる。
- 1908年（明治41年） - 鑁阿寺本堂が古社寺保存法に基づく特別保護建造物（現行法の重要文化財に相当）に指定される。
- 1922年（大正11年）3月8日 - 「足利氏宅跡」として国の史跡に指定される。
- 1950年（昭和25年） - 文化財保護法の制定により、本堂が重要文化財に指定される。
- 1951年（昭和26年） - 真言宗豊山派から大日派として独立。
- 2006年（平成18年）4月6日 - 「足利氏館」として日本100名城（15番）に選定される。
- 2013年（平成25年）8月7日 - 本堂が国宝に指定される[2][3][4]。

## 文化財

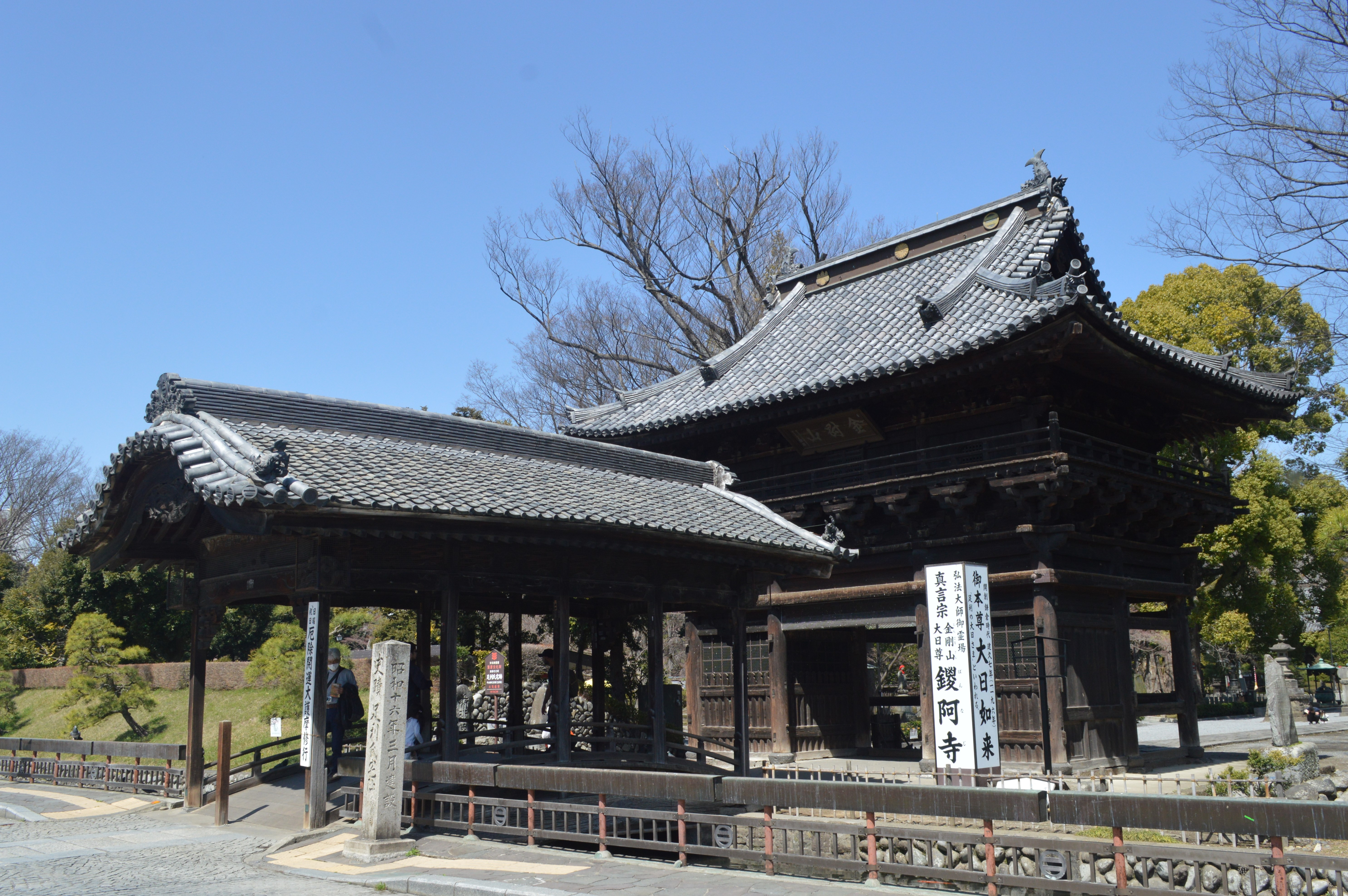
山門と太鼓橋

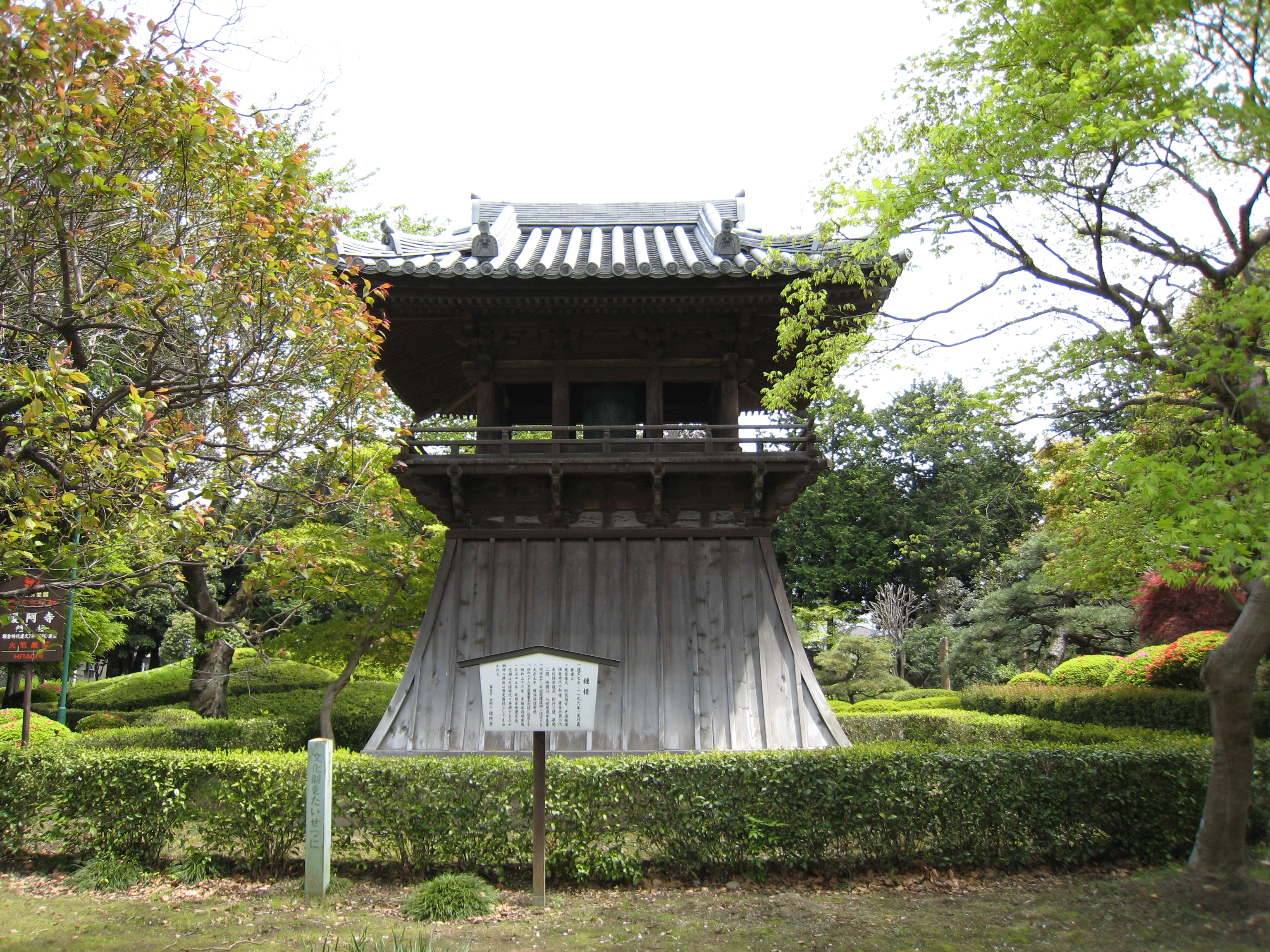
鐘楼

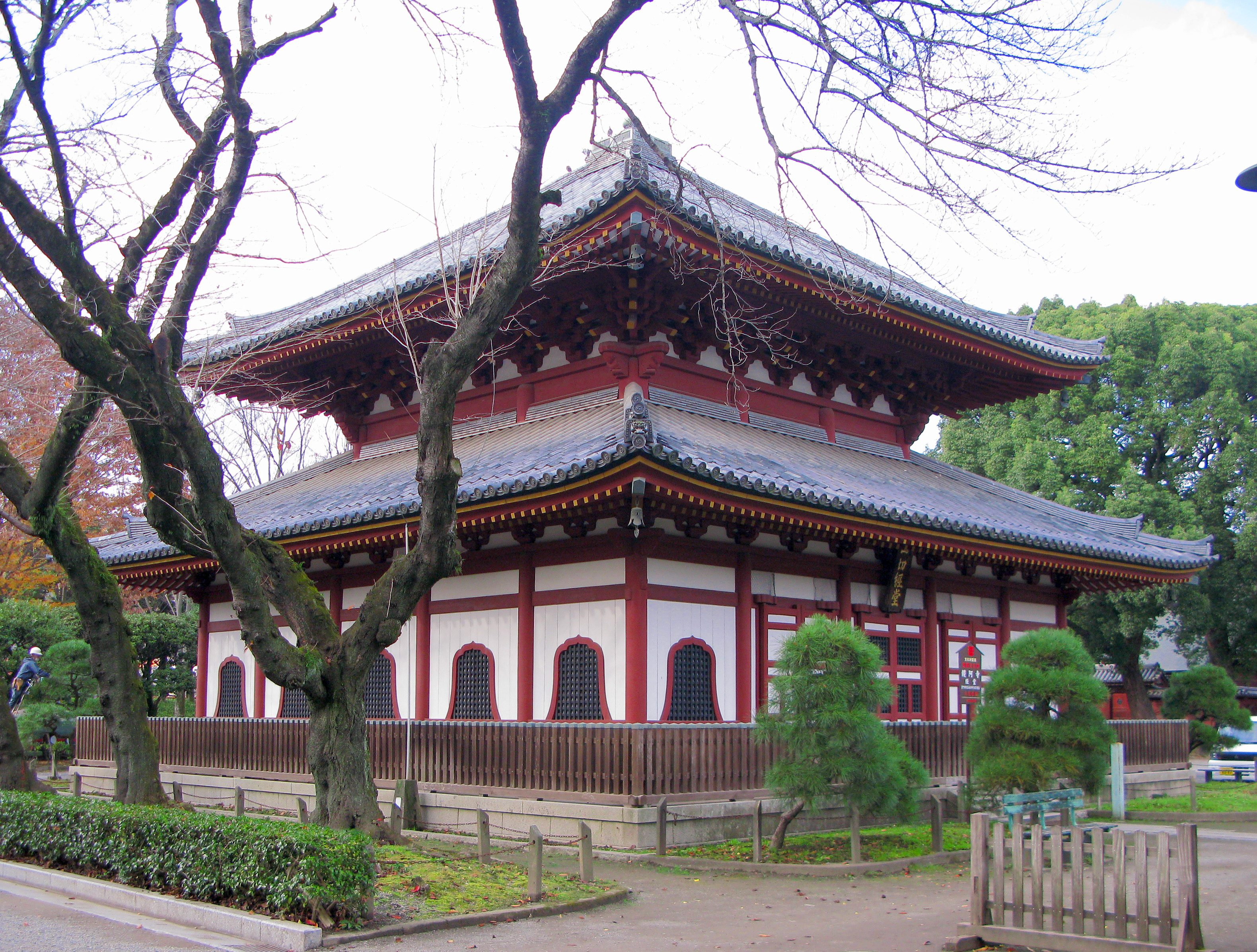
経堂(一切経堂)

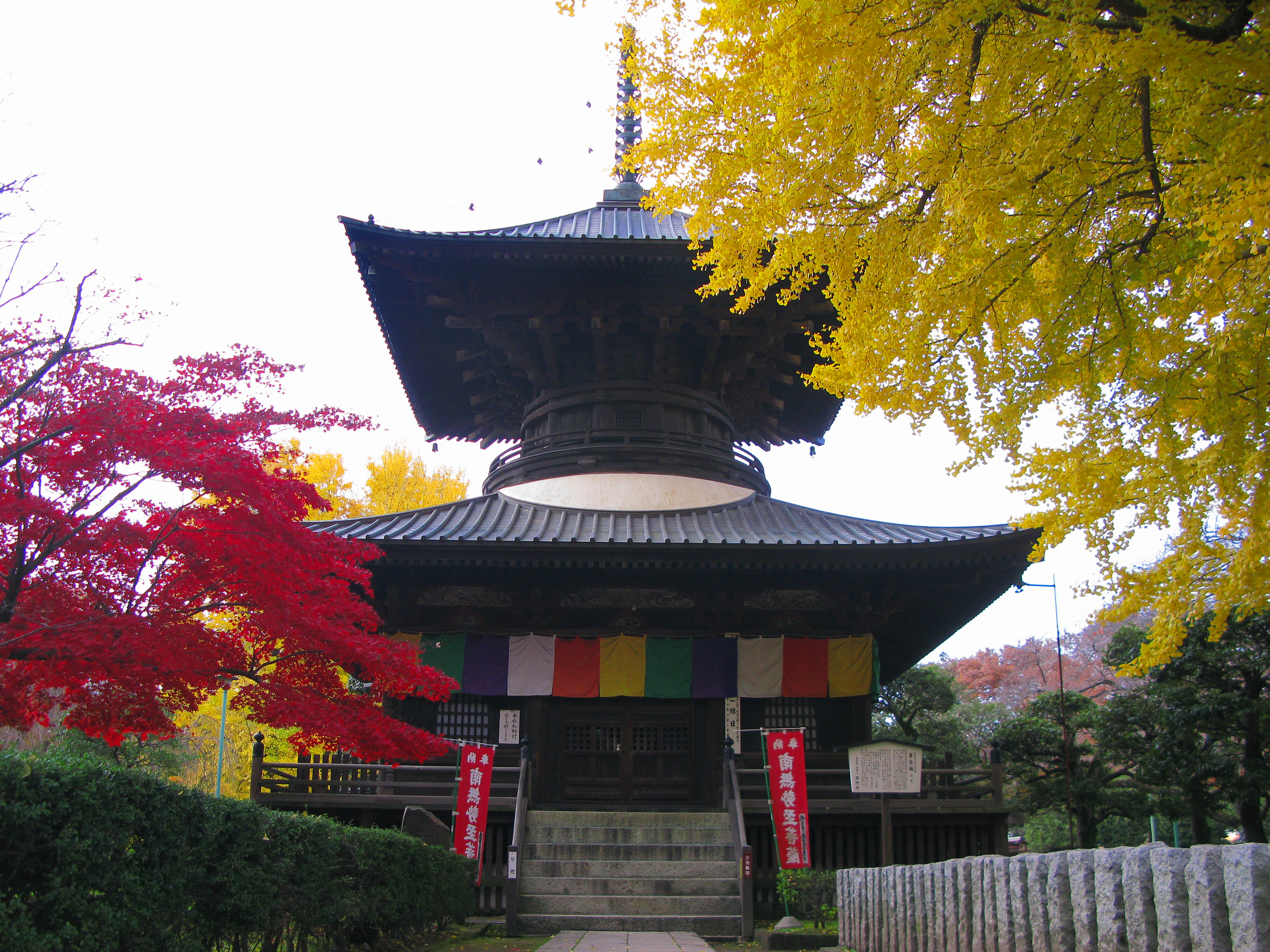
多宝塔

### 国宝
- 本堂 - 入母屋造、本瓦葺き。桁行（間口）5間、梁間（奥行）5間（「間」は長さの単位ではなく、柱間の数を指す）。正安元年（1299年）の建立だが、応永14年から永享4年（1407年 - 1432年）の間に大規模な改造が行われ、この時に柱をすべて入れ替え、正面に向拝を付した。平面構成は前方2間分を外陣、後方3間分を内陣及び脇陣とする密教仏堂の形式だが、建築様式は禅宗様を基調とする。組物を詰組とし、柱に粽（ちまき）を設け、扉を桟唐戸、壁を竪板壁とする点などは禅宗様の要素だが、組入天井、板敷の床など和様の要素もある。密教寺院における禅宗様仏堂の初期の例として、また関東地方における禅宗様の古例として貴重である。2013年に国宝指定[5]。

### 重要文化財（国指定）
- 鐘楼
- 経堂(一切経堂)
- 金銅鑁字御正体（こんどう ばんじ みしょうたい）
- 青磁浮牡丹香炉1口、青磁浮牡丹花瓶2口
- 仮名法華経 「巻第一」に元徳2年（1330年）の奥書がある
- 鑁阿寺文書 36巻、8冊、7幅（615通）[6]

### 重要美術品（国認定）
- 魯論抄5冊  足利学校第7代庠主（校長）の玉崗瑞璵（別号：九華）による論語の自筆注釈書。魯論抄の現存唯一の古写完本[7]。

### 栃木県指定有形文化財
- 御霊屋（栃木県指定有形文化財（建造物））
- 多宝塔（栃木県指定有形文化財（建造物））
- 太鼓橋（栃木県指定有形文化財（建造物））
- 東門・西門（栃木県指定有形文化財（建造物））
- 山門（仁王門）（栃木県指定有形文化財（建造物））
- 木造大日如来像 - 室町時代（栃木県指定有形文化財（彫刻））
- 木造足利歴代将軍坐像（栃木県指定有形文化財（彫刻））
- 木造不動明王坐像（栃木県指定有形文化財（彫刻））

### 足利市指定文化財
- 宝庫
- 北門
- 観音壇厨子
- 智願寺殿御霊屋（蛭子堂）
- 御水屋
- 中御堂（不動堂）
- 木造  武将像
- 木造  足利義兼坐像
- 紙本著色  鑁阿上人自画像
- 紙本著色  両界曼荼羅図
- 紙本著色  足利義氏像
- 明治宮殿杉戸下絵（附作成資料）
- 綿布墨画  龍図陣羽織
- 絹本墨画淡彩  雪景山水図
- 唐織十二天袈裟
- 太刀銘  則重
- 一山十二坊図
- 紙本著色  足利城古絵図

### 史跡（国指定）
- 足利氏宅跡

## 現地情報

### 所在地
- 栃木県足利市家富町2220

### 交通アクセス
- 東日本旅客鉄道（JR東日本）両毛線 足利駅から0.7キロ（徒歩10分）
- 東武鉄道 伊勢崎線 足利市駅から1.0キロ（徒歩15分）